# Konrad Winterstein
Konrad „Conny“ Winterstein (* 17. Juli 1927) ist ein ehemaliger Spieler der für die Vereine 1. FC Nürnberg und Jahn Regensburg in der damals erstklassigen Fußball-Oberliga Süd von 1945 bis 1956 insgesamt 265 Ligaspiele absolviert und dabei 101 Tore erzielt hat. Im Jahr 1948 gewann der Offensivspieler mit dem „Club“ durch ein 2:1 gegen den 1. FC Kaiserslautern die deutsche Fußballmeisterschaft. In den Endrundenspielen um die deutsche Fußballmeisterschaft in den Jahren 1948, 1951 und 1952 hat der schnelle linke Flügelstürmer mit hartem Schuss in 14 Spielen 15 Tore für Nürnberg erzielt.

## Laufbahn
Der von Wacker Nürnberg zum 1. FC Nürnberg gekommene „Conny“ Winterstein war gelernter Automechaniker und später hauptberuflich Polizeibeamter. Von 1945 bis 1955 war er Spieler im Kader der Nürnberger und brachte es in seiner 10-jährigen Aktivität für den 1. FCN auf 244 Oberligaspiele, wobei er 96 Tore erzielte. Insgesamt wird der Stürmer in der Statistik für Nürnberg mit 409 Spielen geführt. Die erste Meisterschaft in der Oberliga Süd feierte der Angreifer bereits nach der Saison 1946/47, als Nürnberg mit 13 Punkten Vorsprung vor Vizemeister SV Waldhof überlegen die Meisterschaft in Süddeutschland gewann. Bei der Titelverteidigung 1947/48 steuerte er in 35 Ligaspielen 13 Tore an der Seite von Max Morlock bei. Bei seinem dritten Titelgewinn im Süden, 1950/51, hatte der linke Flügelstürmer alle 34 Rundenspiele bestritten und 20 Tore erzielt.
Im Finale am 8. August 1948 um die deutsche Meisterschaft erzielte Winterstein in der 10. Minute die 1:0-Führung gegen den 1. FC Kaiserslautern.
Winterstein beendete seine Karriere nach der Saison 1955/56 bei Jahn Regensburg, wo er nochmals in 21 Ligaeinsätzen fünf Tore erzielte. Der Mann aus Nürnberg hatte am 27. August 1955 bei einem 3:0-Heimerfolg gegen Schwaben Augsburg – Mittelstürmer Josef Hubeny war dreifacher Torschütze – bei Jahn auf Linksaußen debütiert. Sein letztes Oberligaspiel absolvierte der Franke am 1. April 1956 beim 1:0-Heimerfolg gegen den BC Augsburg.
Nach seiner Rückkehr nach Nürnberg übte er noch das Amt des Spielertrainers in Adelsdorf und Langenzenn aus.